# カッパの飼い方
『カッパの飼い方』（カッパのかいかた）は、石川優吾による日本の漫画。『週刊ヤングジャンプ』（集英社）において2003年から2010年まで連載された。

## 概要
カッパを飼うという不条理な設定がなされているが、作中の人物達の日常生活はリアリティの高い写実的な描写となっている。
タイトルに「飼い方」とあるが、その飼育の様子はむしろ育児に近い。仔河童たちの行動パターンも、1歳から3歳ぐらいの人間の幼児と非常によく似ており、育児経験者ならば共感できる描写となっている。ストーリー中の多くのシーンは、仔河童を人間の幼児に置き換えてもそのまま話が成立する内容である。
人間のキャラクターは全て、あえて顔の中身がほとんど描かれていない。

## ストーリー
カッパと人間が共存するパラレルワールドの物語。高度経済成長期の日本。昔は、野生のカッパも普通に見かけられたが、今では、すっかり居なくなってしまった。そんな中、人々の間で養殖されたカッパをペットにすることが密かなブームになっていた。都会で一人暮らしをしていた「私」もペットショップで赤ちゃんカッパを購入し、「かぁたん」と名付けた。後に故郷の村おこし課の課長として村おこしプロジェクトを任される。

## キャラクター
私
声 - 萩原聖人
主人公。かぁたんの飼い主。サラリーマンの独身男性で東京のアパートに居住。奈良県の山奥（奥吉野）で生まれ育った。坂本さんに好意を抱いている。
かぁたん
声 - 神崎ちろ
主人公に飼われている仔河童（ブリーダーによって繁殖されたため、養殖河童と称される）。我侭な面が目立つ。ある程度の人語を理解できるようだが鏡に映った自分の姿に対して威嚇したり、自分がしたオナラに気がつかないなどと、頭が良いのか悪いのか良く分からない。現に坂本さんのIQテストで「物凄い天才か限りなくゼロに近い」と診断されてしまった。刺激物を食べたり恐怖を感じたりすると、体中の穴という穴から煙が出る。
カータン / カーさん
声 - 平田哲
主人公の実家で飼われている老河童。ほとんど目にすることのないほど貴重な天然河童で、主人公の父親が森の中で発見し、家に連れて帰り、そのまま飼われている。主人公が飼い始めた仔河童にも同じ名前を付けたため、区別するために「カーさん」と呼ばれるようになる。主人公に会いに東京に出てきたが、都会の環境は体に悪く、日に日に衰弱していく姿に耐えられなくなった主人公が母親に連絡し、母親と一緒に田舎に帰っていった。20年以上生きた天然河童のため、他の生き物から崇拝されるほどの後光を放つ。
ピエール
フランス生まれの西洋河童。林檎が好物。元の飼い主のポールに捨てられた後、主人公に引き取られる。躾の良くできた河童で料理もできる。料理の本を見ていたり、雪ねぶたを作ったりとかなり知能が高い。フランス料理店で月給300円という破格の給料で奉仕活動中（ただし、法律で禁じられているためお客に出す料理は作れない）。おっとりとした性格だが、チーちゃんと河童相撲で互角に渡り合えるほどの力を持ち、身重のチーちゃんに甲斐甲斐しく尽くしたり、かっくんのお見舞いのために主人公の田舎まで単独行をし、かっくんの笑顔のために子河童たちの悪戯にも笑って耐えたりもする「漢」である。かつてオナラでかぁたんを殺しかけたことがある。後に私の故郷の村おこしの一環で建てられた河童庵のレストランでシェフとして腕をふるう。（村の特別条例でお客に出す料理の調理が可能となった）
ヘラクレス / チーちゃん
声 - 高山善廣
いつも公園のベンチに座っている河童。強面の外見で恐れられ、巷では「ヘラクレス」と呼ばれているが、本名は「チーちゃん」。チーちゃんの名前の由来は肌がチョコレート色であるため。子供の頃捨てられていたところを老人に拾われ一緒に暮らしていたが、老人が他界してしまったため身寄りが無くなり、一時期は日本初の老人介護河童として生活していたが、ある事件があり保健所に入れられる。保健所で処分される寸前、今の飼い主である美代ちゃんに引取られる。そのため、美代ちゃんに感謝しており、美代ちゃんの前では甘えん坊。推定年齢10歳。鋭い眼光と体躯、やや好戦的な性格などからオスと思われていたが、実はメスであり、その上妊娠していることまで発覚。体つきや顔つきまで変化し、登場人物の度肝を抜いた。
ココア
ヘラクレスが生んだ赤ちゃん河童。卵から孵ってすでに目が開いているなど、普通の河童よりも成長が早い。親譲りの鋭い眼光はかぁたんがおもらししてしまうほど。牧場の牛を干涸びさせるほど乳を爆飲したことがある。名前はココア色の肌をしていることに由来するが、命名が決まるまで坂本さんは勝手に「アキレス」という名前をつけ成長日記を書いていた。なお、父親とみられる河童は北海道で開拓団として働いている。0歳児とは思えないほど知能は高いが、赤ちゃんがおもちゃではないということがどうしても理解できず、美代ちゃんの家の赤ちゃんをおもちゃにしてしまうため、美代ちゃんの家では飼うことができなくなり、玉田さんに引き取られる。
キューちゃん
声 - 竹内順子
坂本さんが勤務しているペットショップでかぁたんと共に売られていた仔河童。甲羅に傷があるせいでなかなか買い手がつかず、不憫に思った坂本さんが引き取る。基本的におとなしく、坂本さんによく懐いているため、坂本さんに言い寄ろうとする主人公やちょっかいを出そうとするかぁたんには容赦ない。名前の由来は歌手の坂本九。
かっくん
声 - 竹内順子
主人公がかぁたんを公園に連れていった際に出会った河童。初出時3歳でかぁたんよりも年上。知能が高く、子河童達の面倒見も良い。4歳半でオスと判明して飼い主の玉田さんを喜ばせるも、河童ぜんそくという病気にかかってしまう。療養として主人公の田舎に預けられ一時的に回復するも、東京に戻る途中で再発。これ以上東京にいると命にかかわると判断した玉田さんの願いで、主人公の実家に引き取られる。
マアちゃん
声 - 山内奈緒
主人公がかぁたんを公園に連れていった際に出会った仔河童。おとなしくて人見知りが激しいが、意外と大胆なこともする。飼い主である田所さんが亡くなった娘さんを偲び、女の子の格好をさせているが、実際はまだオスなのかメスなのか不明。
坂本さん
声 - 山内奈緒
かぁたんやキューちゃんを売っていたペットショップに勤務している。河童の観察が趣味。 3巻の河童の個体差による生態の研究ノートには坂本千恵とあるが、奥吉野では私の嫁と勘違いした近所の人に美紗子ですと答えている。どちらが本名かは不明。かぁたんやキューちゃんで実験を繰り返し、かぁたんを刺激物を食べると煙が出る体質にした。出産時のチーちゃん（ヘラクレス）を観察したり、子供のココア（アキレスと勝手に命名）での観察日記を付けたりと河童の観察に関する情熱は果てしない。七夕の短冊に「動物王国をムツから奪取！」という、願望を通り越した野望を抱いている。夢は、カッパだけのテーマパークを作ることらしい。かっくんの療養のために訪れた主人公の故郷に魅了され、ペットショップを退職して移り住む。後に私と結婚。
田所さん
声 - 竹本英史
マアちゃんの飼い主。鉄工所を経営している。妻子を自身の不注意による自動車事故で失ってしまったため、マアちゃんに亡き娘の名前を付け、女の子の格好をさせている。マァちゃんが女の子であって欲しいと切実に願っている。カッパ水という河童のための天然飲料水を販売、特許をとる。後に、私の実家、奥吉野の河童の泉の水を使用した新カッパ水の売れ行きが好調でクラウンを購入する。
玉田さん
声 - 竹内順子
玉田恵子。子宝に恵まれず、諦めたところに家の前に捨てられていたかっくんを拾い、我が子のように育てる。かっくんが男の子であると判明して喜んだのも束の間、かっくんが河童ぜんそくを患ってしまい、かっくんに6歳の誕生日を迎えさせるために、主人公の実家に託す。その後、美代ちゃんの家からココアを引き取った。
小島動物病院
主人公が、かぁたんの怪我や病気等で治療に行く動物病院。逆さ睫毛を抜くだけで2万円など、治療の度に法外な治療費を請求している。繁盛しているらしく、登場する度に、病院が豪華に変貌している。

## 単行本
全15巻 集英社〈ヤングジャンプコミックス〉
1. 『カッパの飼い方 1』 2003年10月17日発売 ISBN 4-08-876514-1
2. 『カッパの飼い方 2』 2004年3月19日発売 ISBN 4-08-876582-6
3. 『カッパの飼い方 3』 2004年8月19日発売 ISBN 4-08-876660-1
4. 『カッパの飼い方 4』 2005年3月18日発売 ISBN 4-08-876770-5
5. 『カッパの飼い方 5』 2005年8月19日発売 ISBN 4-08-876840-X
6. 『カッパの飼い方 6』 2006年2月17日発売 ISBN 4-08-877038-2
7. 『カッパの飼い方 7』 2006年7月19日発売 ISBN 4-08-877112-5
8. 『カッパの飼い方 8』 2007年1月19日発売 ISBN 978-4-08-877201-1
9. 『カッパの飼い方 9』 2007年7月19日発売 ISBN 978-4-08-877294-3
10. 『カッパの飼い方 10』 2008年1月18日発売 ISBN 978-4-08-877375-9
11. 『カッパの飼い方 11』 2008年8月19日発売 ISBN 978-4-08-877491-6
12. 『カッパの飼い方 12』 2009年2月19日発売 ISBN 978-4-08-877594-4
13. 『カッパの飼い方 13』 2009年9月18日発売 ISBN 978-4-08-877724-5
14. 『カッパの飼い方 14』 2010年3月19日発売 ISBN 978-4-08-877809-9
15. 『カッパの飼い方 15』 2010年10月19日発売 ISBN 978-4-08-879039-8

## アニメ
2004年10月4日から2005年4月4日までアニマックスで放送。全26回。

### スタッフ
- 原作 - 石川優吾
- 監督・シリーズ構成 - 宮崎なぎさ
- キャラクターデザイン - くすもとゆーこ
- 美術監督 - おおたきよみ
- 色彩設計 - 川上善美
- 撮影監督 - 大山佳久
- 音楽 - 鶴来正基
- 音響監督 - 蝦名恭範
- プロデューサー - 山崎立士、中西孝
- アニメーション制作 - ピクチャーマジック
- 制作 - NAS

### 各話リスト
| 話数 | サブタイトル                     |    | 話数                     | サブタイトル |
| ---- | -------------------------------- | -- | ------------------------ | ------------ |
| 1    | かぁたんを飼う                   | 14 | 夕焼け小焼けと尻子玉     |              |
| 2    | かぁたんと遊ぶ                   | 15 | かぁたんの大冒険         |              |
| 3    | かぁたんをしつける（その1）      | 16 | かぁたん初泳ぎ           |              |
| 4    | かぁたんをしつける（その2）      | 17 | カッパの川流れ           |              |
| 5    | かぁたんをしつける（その3）      | 18 | 息継ぎは難しい           |              |
| 6    | キューちゃんのこと               | 19 | マアちゃんのこと         |              |
| 7    | 坂本さんとキューちゃんが来る     | 20 | かぁたん海へ行く         |              |
| 8    | かぁたんとキューちゃん友達になる | 21 | サメと尻子玉             |              |
| 9    | かぁたん初めての散歩             | 22 | かぁたん夏バテする       |              |
| 10   | かぁたん公園デビュー             | 23 | かっくんはじめてのお使い |              |
| 11   | ヘラクレスと都市伝説             | 24 | かぁたんはじめてのお使い |              |
| 12   | ヘラクレスと尻子玉               | 25 | かっぱとラッパ           |              |
| 13   | 尻子玉のこと                     | 26 | かぁたんと田舎へ帰る     |              |